# مراقبة المخزون
يمكن تعريف مراقبة المخزون أو التحكم في المخزون على نطاق واسع بأنه «نشاط التحقق من المخزون في المتجر.» ومع ذلك، فإن تعريف أكثر تركيزاً يراعي الممارسة المنهجية والتي لا تقتصر على التحقق من المخزون التجاري فحسب، بل أيضًا التركيز على العديد من الجوانب ذات الصلة لإدارة المخزون (مثل التنبؤ الطلب في المستقبل). وتشمل جوانب أخرى من مراقبة المخزون، إدارة سلسلة الإمداد، ومراقبة الإنتاج، ورضا زبون. ومع ذلك، فإن جذور رقابة المخزون هي «المشكلة لمراقبة المخزون»، والتي تتضمن تحديد متى الطلب، وكمية الطلب، واللوجستيات (أين) من تلك القرارات.
مراقبة المخزون هو نظام مراقبة المخزون. قد يأتي هذا في شكل نظام تكنولوجي وبرمجة مستخدمة في إدارة جوانب مختلفة ضمن مشاكل المخزون  ، أو قد يشير إلى منهجية (قد يمكن أن تشمل استخدام الحواجز التكنولوجية) للتعامل مع منع الهدر في الأعمال التجارية.

## أنظمة مراقبة المخزون
يتم استخدام نظام مراقبة المخزون للحفاظ على المخزون في الحالة المطلوبة مع الاستمرار في تموين الزبناءبشكل كاف  ، ويعتمد نجاحه على الحفاظ على سجلات واضحة على أساس دوري أو دائم.
غالبًا ما تلعب برامج إدارة المخزون دورًا مهمًا في نظام مراقبة المخزون الحديث، حيث تقدم تقنيات تحليلية، وتحسين، وتنبؤات دقيقة وفي الوقت المناسب لمشاكل إدارة المخزون المعقدة. تتضمن الميزات النموذجية لهذا النوع من البرامج:
·     أدوات تتبع الجرد والتنبؤ التي تستخدم خوارزميات قابلة للتحديد ودورات مراجعة لتحديد الحالات الشاذة والمجالات الأخرى المثيرة للقلق
·     «تحسين المخزون»

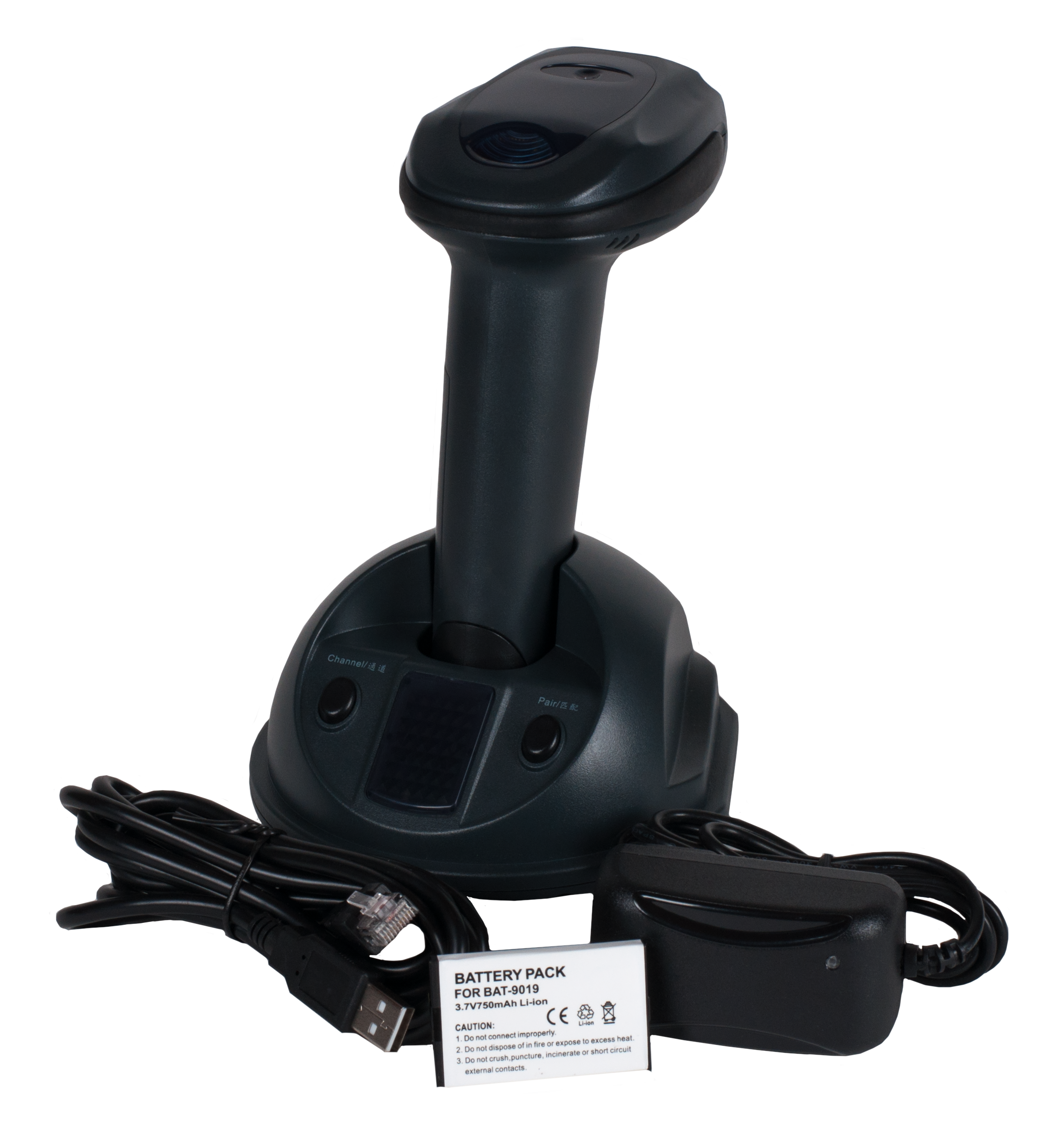
قارئ الباركود اللاسلكي

·     أدوات الشراء والتجديد التي تشمل مكونات التجديد الآلي واليدوي وحسابات المخزون
·     إدارة تقلب المهلة
·     حساب سلامة المخزونوالتنبؤ
·     إدارة تكلفة المخزون
·     العمر الافتراضي
·     دعم مواقع عديدة
من خلال هذه الوظيفة، قد تسخل الشركة بشكل أفضل ما تم بيعه، وبأي سرعة، وبأي سعر، على سبيل المثال. يمكن استخدام التقارير للتنبؤ بتوقيت تخزين المزيد من المنتجات حول العطل أو اتخاذ قرارات حول العروض الخاصة، والمنتجات المتوقفة، وما إلى ذلك.
تعتمد تقنيات التحكم بالمخزون غالبًا على علامات “الباركود”و”تحديد الترددات الراديوية”(RFID) لتوفير التعرف التلقائي على كائنات المخزون - بما في ذلك على سبيل المثال السلع والمستهلكات والموجودات الثابتة والأدوات المتداولة وكتب المكتبة والمعدات الرأسمالية - والتي بدورها يمكنها تتم معالجتها باستخدام برمجيات إدارة المخزون. هناك اتجاه جديد في إدارة المخزون هو تصنيف المخزون والموجودات باستخدام «رمز الاستجابة السريعة»، والذي يمكن بعد ذلك قراءته باستخدام الهواتف الذكية لتتبع عدد المخزون والحركة. هذه الأنظمة الجديدة مفيدة بشكل خاص لعمليات الخدمة الميدانية، حيث يحتاج الموظف لتسجيل معاملات المخزون أو البحث عن المخزون في الميدان، بعيداً عن أجهزة الكمبيوتر والماسحات الضوئية.
لقد أثبت مجال مراقبة المخزون أنه مجال مرغوب فيه لتجميع مصالح الناس ذوي الخلفيات المتباينة على نطاق واسع. نظرًا لأهميتها الأساسية في مجال الأعمال، فإن الإدارة مستعدة للتعاون في توفير بيانات وصفية وفي تجربة تطبيق نماذج نظرية جديدة. وفي الوقت نفسه، كانت المشاكل المعنية ذات طبيعة تثير اهتمام كبار العلماء في ميادين الاقتصاد والإحصاء. كانت القضية المعنية عرضة للمناهج التي تتدرج من نماذج تجريدية بسيطة للغاية إلى نماذج عالية التطور.

## أهمية المخزون
لطالما أدرك مديرو العمليات في جميع أنحاء العالم أن إدارة المخزون الجيد أمر بالغ الأهمية. من ناحية، يمكن للشركة خفض التكاليف عن طريق خفض المخزون. من ناحية أخرى، قد يتوقف الإنتاج ويصبح العملاء غير راضين عندما يكون أحد العناصر غير متوفر. الهدف من إدارة المخزون هو تحقيق توازن بين استثمار المخزون وخدمة العملاء. لا يمكنك أبدا تحقيق إستراتيجية منخفضة التكلفة دون إدارة المخزون الجيد. جميع المنظمات لديها نوع من نظام تخطيط ومراقبة المخزون. لدى البنك طرق للتحكم في مخزونه النقدي. لدى المستشفى طرق للتحكم في إمدادات الدم والأدوية. إن الوكالات الحكومية والمدارس، وبالطبع، كل مؤسسات التصنيع والإنتاج تقريبا تهتم بتخطيط المخزون ومراقبته. في الحالات التي تنطوي على منتجات مادية، يجب على المنظمة تحديد ما إذا كان يجب إنتاج السلع أو شرائها. بمجرد اتخاذ هذا القرار، فإن الخطوة التالية هي التنبؤ بالطلب. ثم يحدد مديرو العمليات المخزون الضروري لخدمة هذا الطلب. في هذا الفصل، نناقش وظائف وأنواع وإدارة المخزون. ثم نتناول قضيتين أساسيتين هما: كمية الطلب ووقت الطلب.

### وظائف الجرد
يمكن أن تخدم الجرد العديد من الوظائف التي تضيف المرونة إلى عمليات الشركة. الوظائف الأربعة للجرد هي:
1. لتوفير مجموعة مختارة من السلع للطلب المتوقع من العملاء وفصل الشركة عن التقلبات في هذا الطلب. هذه المخزونات هي نموذجية في مؤسسات البيع بالتجزئة.
2. لفصل أجزاء مختلفة من عملية الإنتاج. على سبيل المثال، إذا تذبذبت إمدادات الشركة، فقد يكون من الضروري وجود مخزون إضافي لفصل عملية الإنتاج عن الموردين.
3 - الاستفادة من الخصومات الكمية، لأن المشتريات بكميات أكبر قد تقلل تكلفة السلع أو تسليمها.
4. للتحوط ضد التضخم والتغيرات في الأسعار الصاعدة.

### أنواع المخزون
عندما ننظر إلى المخزونات في سياق التصنيع والتوزيع، هناك مخطط تصنيف طبيعي مقترح بالقيمة المضافة من التصنيع أو المعالجة. (وهذا بالتأكيد ليس الوسيلة الوحيدة لتصنيف المخزون، ولكنه أكثر الطرق الطبيعية للتطبيقات الصناعية).
1. المواد الخام. هذه هي الموارد المطلوبة في نشاط الإنتاج أو المعالجة للشركة.
2. مكونات. تتوافق المكونات مع العناصر التي لم تصل بعد إلى الانتهاء في عملية الإنتاج. يشار أحيانًا إلى المكونات على أنها تجميعات ثانوية.
3. العمل قيد التشغيل. العمل قيد التشغيل (WIP) هو المخزون إما انتظار في النظام لمعالجة أو تتم معالجتها. تتضمن قوائم جرد العمل قيد التشغيل مخزونات المكونات وقد تتضمن بعض مخزونات المواد الخام أيضًا. يستخدم مستوى مخزون العمل قيد التشغيل في كثير من الأحيان كمقياس لكفاءة نظام جدولة الإنتاج. يهدف النهج الذي يتم تنفيذه في الوقت المناسب، والذي تمت مناقشته بالتفصيل في الفصل 8، إلى تقليل WIPإلى الحد الأدنى.
4. السلع تامة الصنع. تُعرف أيضًا باسم العناصر النهائية، وهي المنتجات النهائية لعملية الإنتاج. أثناء الإنتاج، يتم إضافة القيمة إلى المخزون في كل مستوى من عملية التصنيع، تتوج بالسلع تامة الصنع.
تعتمد التسمية المناسبة لوضعها على المخزون على السياق. على سبيل المثال، قد تكون مكونات بعض العمليات هي المنتجات النهائية للآخرين.

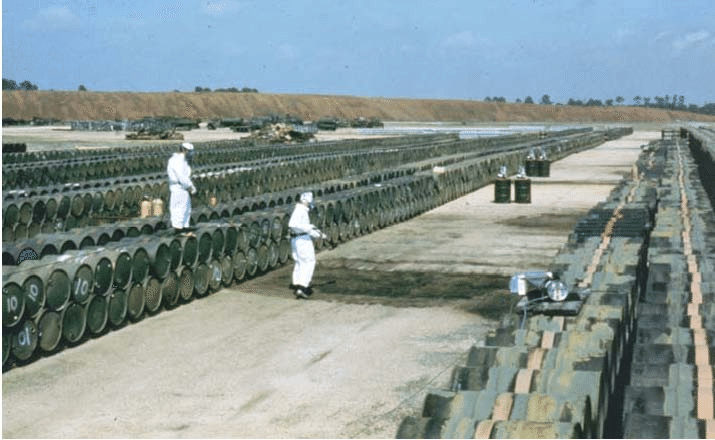
التفتيش-من-عامل-أورانج-الجرد-في-الأهلي كابيتال- في جولفبورت

## إدارة المخزون
إدارة المخزون هي وظيفة مهمة للغاية تحدد صحة سلسلة التوريد بالإضافة إلى التأثيرات على الصحة المالية للميزانية العمومية. تسعى كل منظمة جاهدة للحفاظ على المخزون الأمثل لتكون قادرة على تلبية متطلباتها وتجنب أكثر أو أقل من المخزون التي يمكن أن تؤثر على الأرقام المالية. المخزون هو دائما ديناميكية. تتطلب إدارة المخزون إجراء تقييم مستمر ودقيق للعوامل الخارجية والداخلية والتحكم من خلال التخطيط والمراجعة. معظم المنظمات لديها قسم مستقل أو وظيفة وظيفية تسمى مخططي المخزون الذين يقومون باستمرار بمراقبة ومراقبة ومراجعة المخزون والتواصل مع أقسام الإنتاج والمشتريات والمالية.

### • تحليل ABC
يقسم تحليل ABCالمخزون اليدوي إلى ثلاثة تصنيفات على أساس حجم الدولار السنوي. تحليل ABCهو تطبيق جرد لما يُعرف بمبدأ باريتو (سمي على اسم فيلفريدو باريتو، وهو خبير إيطالي في القرن التاسع عشر). ينص مبدأ باريتو على أن هناك «عددًا قليلًا للغاية وتافهًا كثيرًا». وتتمثل الفكرة في وضع سياسات جرد تركز الموارد على عدد قليل من أجزاء المخزون الحرجة وليس على العديد من الأجزاء التافهة. ليس من الواقعي أن نراقب العناصر غير المكلفة بنفس الكثافة مثل العناصر باهظة الثمن. لتحديد حجم الدولار السنوي لتحليل ABC، نقوم بقياس الطلب السنوي لكل بند من بنود المخزون على التكلفة لكل وحدة. عناصر الفئة (أ) هي تلك التي يكون فيها حجم الدولار السنوي مرتفعًا. على الرغم من أن هذه العناصر قد تمثل فقط حوالي 15٪ من إجمالي مخزون المخزون، إلا أنها تمثل 70٪ إلى 80٪ من إجمالي استخدام الدولار. البنود من الفئة ب هي تلك المواد المخزون من حجم الدولارات المتوسطة السنوية. قد تمثل هذه العناصر حوالي 30 ٪ من عناصر المخزون و 15 ٪ إلى 25 ٪ من القيمة الإجمالية. أولئك الذين لديهم حجم سنوي منخفض للدولار هم من الفئة C، والتي قد تمثل 5 ٪ فقط من حجم الدولار السنوي ولكن حوالي 55 ٪ من إجمالي مخزون السلع. يمكن معايير أخرى غير حجم الدولار السنوي تحديد تصنيف البند. على سبيل المثال، قد يؤدي ارتفاع تكلفة النخفاض أو الحتفاظ، أو التغييرات الهندسية المتوقعة، أو مشاكل التسليم، أو مشاكل الجودة إلى رفع مستوى العناصر إلى تصنيف أعلى. إن ميزة تقسيم عناصر المخزون إلى فئات تسمح بوضع سياسات وضوابط لكل فئة. وتشمل السياسات التي يمكن أن تستند إلى تحليل ABCما يلي:
1. يجب أن تكون موارد المشتريات المنفقة على تطوير الموردين أعلى بكثير بالنسبة للبنود الفردية من العناصر من العناصر C.
2. يجب أن يكون هناك عناصر أكثر صرامة في مراقبة المخزون المادي، على عكس البنود من Bو C؛ ربما ينتمون إلى منطقة أكثر أمانًا، وربما يجب التحقق من دقة سجلات المخزون لعناصر Aبشكل أكثر تكرارًا.
3.التنبؤ قد تتطلب البنود رعاية أكثر من التنبؤ بالعناصر الأخرى.
يمكن أن ينتج عن التنبؤ الأفضل والتحكم المادي وموثوقية الموردين والحد النهائي من المخزون من أنظمة التصنيف مثل تحليل ABC.

### • دقة التسجيل
دقة التسجيل هي شرط أساسي لإدارة المخزون وجدولة الإنتاج، وفي النهاية المبيعات. يمكن الحفاظ على الدقة إما عن طريق أنظمة دورية أو دائمة. تتطلب الأنظمة الدورية إجراء فحوصات دورية (دورية) للمخزون لتحديد الكمية المتوفرة. وتستخدم بعض هذه الشركات بعض متاجر التجزئة الصغيرة والمرافق ذات المخزون الذي يديره البائع (حيث يقوم البائع بفحص الكمية من جهة وإعادة الإمداد عند الضرورة). ومع ذلك، فإن الجانب السلبي هو عدم السيطرة بين المراجعات وضرورة حمل مخزون إضافي للحماية من النقص. هناك اختلاف في النظام الدوري هو نظام بنزين. من الناحية العملية، يقوم مدير المتجر بإعداد حاويتين (كل منهما يحتوي على مخزون كافٍ لتغطية الطلب خلال الوقت اللازم لاستلام طلب آخر) ويضع طلبًا عندما تكون الحاوية الأولى فارغة. وكبديل لذلك، فإن المخزون الدائم يقيس كل من المتحصلات والطرح من المخزون على أساس مستمر. عادةً ما يتم ملاحظة الإيصالات في قسم الاستلام بطريقة شبه آلية، مثل عن طريق قارئ الرمز الشريطي، ويتم ملاحظة المصروفات عندما تترك البنود غرفة التخزين، أو في مؤسسات البيع بالتجزئة، في سجل النقدية في نقطة البيع (POS). وبغض النظر عن نظام المخزون، تتطلب دقة التسجيل حفظ السجلات الواردة والصادرة جيدًا فضلاً عن الأمان الجيد. سيكون لدى غرف التخزين وصول محدود، وتدبير منزلي جيد، ومناطق تخزين تحتوي على كميات ثابتة من المخزون. في كل من مرافق التصنيع والتجزئة، يجب تخزين وصناديق التخزين ومساحة التخزين الفردية والبنود بدقة. لا يتم اتخاذ قرارات ذات مغزى حول الطلب والجدولة والشحن إلا عندما تعرف الشركة ما لديها.

### •عد الدورات
على الرغم من أن منظمة ما قد بذلت جهودًا كبيرة لتسجيل الجرد بدقة، إلا أنه يجب التحقق من هذه السجلات من خلال مراجعة مستمرة. تُعرف عمليات التدقيق هذه باسم «حساب عدد الدورات». تاريخياً، قامت العديد من الشركات بإجراء عمليات جرد مادي سنوي. غالبًا ما كانت هذه الممارسة تعني إغلاق المنشأة وعدم وجود عديمي الخبرة لدى الناس في عد الأجزاء والمواد. بدلاً من ذلك، يجب التحقق من سجلات الجرد عبر حساب الدورة. يستخدم دورة العد تصنيفات المخزون التي تم تطويرها من خلال تحليل ABC. مع إجراءات عد دورة، يتم حساب العناصر، يتم التحقق من السجلات، ويتم توثيق الأخطاء بشكل دوري. ثم يتم تتبع سبب عدم الدقة واتخاذ الإجراءات العلاجية المناسبة لضمان سلامة نظام الجرد. سيتم عد العناصر بشكل متكرر، ربما مرة واحدة في الشهر؛ سيتم احتساب عناصر Bبشكل أقل تكرارًا، ربما مرة واحدة كل ربع. وسيتم احتساب العناصر Cمرة كل 6 أشهر. لدى دورة العد أيضا المزايا التالية:
1. القضاء على إيقاف ووقف الإنتاج اللازم لعمليات الجرد المادية السنوية.
2. يلغي تعديلات المخزون السنوي.
3. يقوم الموظفون المدربون بمراجعة دقة المخزون.
4. يسمح لتحديد سبب الأخطاء واتخاذ الإجراءات التصحيحية.
5. يحتفظ بسجلات الجرد دقيقة.

### • مراقبة مخزونات الخدمة
على الرغم من أننا قد نفكر في قطاع الخدمات لاقتصادنا على أنه ليس لديه مخزون، إلا أنه نادراً ما يحدث ذلك. يعقد المخزون واسعة النطاق في تجارة الجملة والتجزئة، مما يجعل إدارة المخزون حاسمة. في مجال الخدمات الغذائية، غالباً ما يكون التحكم في المخزون هو الفرق بين النجاح والفشل. علاوة على ذلك، فإن المخزون الموجود في الترانزيت أو الخمول في المخزن هو القيمة المفقودة. وبالمثل، فإن المخزون الذي تعرض للتلف أو السرقة قبل البيع هو خسارة. في مجال البيع بالتجزئة، يُعرف المخزون غير المعروف بين الاستلام ووقت البيع باسم الانكماش. يحدث الانكماش من التلف والسرقة وكذلك من الأوراق الناقصة. وكما هو معروف سرقة المخزون كما سرقة. تعتبر خسارة مبيعات التجزئة بنسبة 1٪ من المبيعات جيدة، مع تجاوز الخسائر في العديد من المتاجر 3٪. نظرًا لأن التأثير على الربحية كبير، فإن دقة المخزون والتحكم فيه أمران أساسيان. التقنيات المطبقة تشمل ما يلي:
1. الاختيار الجيد للموظفين والتدريب والانضباط: هذه الأمور ليست سهلة أبداً ولكنها ضرورية للغاية في خدمات الأغذية، والبيع بالجملة، وعمليات البيع بالتجزئة، حيث يمكن للموظفين الوصول إلى السلع الاستهلاكية مباشرة.
2. التحكم الصارم في الشحنات الواردة: يتم التعامل مع هذه المهمة من قبل العديد من الشركات من خلال استخدام رمز المنتج العالمي (أو الرمز الشريطي) وأنظمة معرف التردد الراديوي (RFID) التي تقرأ كل شحنة واردة وتتحقق أوتوماتيكياً من طلبيات الشراء. عندما يتم تصميم هذه الأنظمة بشكل صحيح - حيث يكون لكل وحدة حفظ المخزون (SKU)، والتي تعني «الانحراف») معرفًا خاصًا بها - قد يكون من الصعب جدًا إلحاق الهزيمة بها.
3. التحكم الفعال في جميع البضائع التي تغادر المنشأة: يتم إنجاز هذه المهمة من خلال الرموز الشريطية أو علامات RFIDأو الشرائط المغناطيسية على البضائع، ومن خلال المراقبة المباشرة. يمكن أن تكون المراقبة المباشرة من الأفراد المتمركزين في المخارج (كما هو الحال في متاجر Costcoو Sam’s Clubللمبيعات بالجملة) وفي المناطق ذات الخسائر العالية المحتملة أو يمكن أن تتخذ شكل مرايا أحادية الاتجاه ومراقبة بالفيديو.

## مزايا وعيوب
تشتمل أنظمة التحكم في المخزون على مزايا وعيوب، بناءً على نمط النظام الحالي. يأخذ نظام مراقبة الجرد الدورى (المادي) بحث «عددًا فعليًا وتقييم كل المخزون في متناول اليد ... في ختام فترة محاسبة»،  بينما يأخذ نظام مراقبة المخزون الدائم عددًا أوليًا بالكامل المخزون ومن ثم تراقب عن كثب أي إضافات وحذف. مزايا وعيوب مختلفة، في المقارنة، وتشمل:
·     الدورية من الناحية الفنية هي أكثر دقة لأنها تأخذ في الاعتبار كل من المخزون المحسوب والقائم.
·     الدوري هو أكثر استهلاكا للوقت من الأبد.
·     الأبدي يمكن أن يقلل من تكلفة تحمل المخزون مقابل الدوري.
·     دائمًا ما يكون التشغيل الدائم أكثر تكلفة من الدورية.
·     يجب التحقق من وقت لآخر من وقت لآخر ضد العد الفعلي الفعلي، بسبب الخردة، الخطأ البشري، السرقة، والمتغيرات الأخرى.

## طرق حساب المخزون
يمكن حساب قيمة المخزون وتقييم السلع والبضائع باتباع طرق مختلفة، أهمها:
- طريقة الوارد أولاً يُصرف أولاً
- طريقة الوارد أخيراً صادر أولاً
- طريقة المتوسط المرجح للتكاليف[15]